# Pascal Quéneau
Pascal Quéneau (Nantes, 23 de octubre de 1957) es un actor y un bailarín francés.

## Biografía
Trabaja en el teatro desde 1986, también actuó en cine y televisión.
Apasionado por la danza, tomó talleres con Georges Appaix y Mark Tompkins.
A partir de ese momento, trabajó como bailarín  o colaborador artístico con muchos coreógrafos en el mundo: Boris Charmatz, Emmanuelle Huynh, Olivia Grandville, Michel Schweizer, Maguy Marin, François Chaignaud, Julyen Hamilton, Vera Mantero, o Christian Rizzo.
Su encuentro con el Albrecht Knust Quartet le permitió participar en la recreación de las obras CPAD de Yvonne Rainer y Satysfying Lovers de Steve Paxtón.
Bailó en la película Coco Chanel e Igor Stravinsky de Jan Kounen.
Da muchas clases de baile en escuelas de arte, así como en la CND, el Centre Pompidou.
Tras una primera colaboración con el artista francés Michel Schweizer en el espectáculo Primitive, participa en Cheptel. Está en el escenario con un grupo de ocho adolescentes, comunicándose a través de la danza, el habla y el canto.

## Espectáculos

### Teatro[17]
- 1986 : Don Quijote de Jules Massenet - dirigida por Piero Faggioni, Opéra Garnier
- 1987 : Flor de cactus - dirigida por Jacques Rosny, Comédie des Champs-Élysées
- 1987 : Rhinoceros de Eugène Ionesco - dirigida por Barry Goldman, Alemania
- 1989 : El milagro secreto de Martin Matalon - dirigida por Christian Gangneron, Festival d'Avignon
- 1990 : Nudos - guion y dirección Susana Lastreto
- 1990 : A unas horas de Heptameron de Marguerite de Navarre - dirigida por Christian Fregnet
- 1991 : Gibier de potence de Georges Feydeau - dirigida por Thierry Atlan, Théâtre du Chaudron
- 1991 : Desfile salvaje para Arthur Rimbaud, Grande Halle de la Villette, con Marie-Armelle Deguy y Vincent Lorimy
- 1992 : Transamaranta - guion y dirección Susana Lastreto
- 1992 : Teatro según Mijaíl Bulgakov - dirigido por Sophie Renault
- 1994 : El mundo entero me está esperando - dirigida por Raoul Indart-Rougier
- 1995 : Parejas - guion y dirección Susana Lastreto
- 2015 : Primitives - diseñado por Michel Schweizer, Le Lieu Unique, TnBA y tour
- 2017 : Cheptel - diseñado por Michel Schweizer, MC93, TnBA y tour
- 2022 : Una heroína de la Revolución : La mujer granadera de Jeanne Gacon-Dufour - concepción Olivier Ritz, Universidad Paris Cité - Odéon

### Baile
- 1990 : La criada y el turista - diseño Santha Leng, Taylor Foundation
- 1993 : Edificio frágil - coreografía Jean-Marc Colet, Istres
- 1994 : Volcando - diseño de Catherine Massiot, Fondation Cartier
- 1995 : Fiesta de cartón 3 - diseño Marion Mortureux-Bae, Rennes
- 1995 : Apólogo - concepción Cécile Proust, Etoile du Nord

- 1996 : Open House - conception Julyen Hamilton, Autriche[18]
- 1996 : Cheminements 96 - conception Julyen Hamilton, Belgique
- 1996 : Zig Zag - chorégraphie Olivia Grandville, tournée
- 1997 : Projet-Types - conception Christian Rizzo, Théâtre Contemporain de la Danse
- 1997 : Il nous faudra quand même un peu d'argent, j'ai fait des économies - conception Olivia Grandville, Ménagerie de Verre
- 1997 : A year in Berlin - conception Julyen Hamilton, Allemagne
- 1997 : Libro - conception Julyen Hamilton, Italie, tournée[19]
- 1997 : C.P.A.D. d’Yvonne Rainer et Satysfying Lovers de Steve Paxton par le Quatuor Albrecht Knust, Ménagerie de Verre[20]
- 1998 : On the Edge - conception Mark Tompkins, Ménagerie de Verre
- 1998 : Sophie’s move - conception Julyen Hamilton, Autriche
- 1998 : Life with Toby - conception Julyen Hamilton, Grande Bretagne
- 1998 : Pre-sent Passes, impro-vision 2 - conception Julyen Hamilton, Belgique
- 1998 : Instantané provisoire - conception Olivia Grandville, Théâtre des Abbesses
- 1999 : Des gestes de femmes pour l’an 2000 ? de Cécile Proust et Jacques Hoepffner - conception de l'évenement sur les Champs Elysées Patrick Bouchain, 31 décembre 1999
- 1999 : Pool - conception Julyen Hamilton, Espagne
- 1999 : Alors, heureuse ? - conception Cécile Proust, Ménagerie de Verre
- 1999 : Proche du silence - conception Amy Garmon, Galerie des Filles du Calvaire, Paris
- 1999 : Cheminements 99 - conception Simone Forti, Belgique, Allemagne, Pays-Bas
- 1999 : Duos d’improvisations - conception Julyen Hamilton, Espagne
- 2000 : Événement autour de la petite ceinture - conception Cécile Proust, Paris
- 2000 : Le bruit de la danse opus d’improvisations - conception Nathalie Collantès, Batofar
- 2001 : Algo sera - chorégraphie Nathalie Collantès, tournée[21]
- 2002 : avant un mois je serai revenu et nous irons ensemble en matinée, tu sais, voir la comédie où je tʼai promis de te conduire - conception Christian Rizzo,[22] Le Quartz
- 2002 : L’empire des choses (défilé), Alexandre Petlioura, Fondation Cartier
- 2002 : De-gré(s) - conception Pascal Quéneau, Ménagerie de Verre
- 2003 : Esperando a - chorégraphie Nathalie Collantès, CCN Rennes
- 2003 : Theatre of Operations / an observatory - conception Lisa Nelson, Centre Pompidou[23]
- 2005 : femmeusesaction #5, féminisme et burlesque - conception Laurence Louppe et Pascal Quéneau, Centre chorégraphique national de Montpellier Languedoc-Roussillon
- 2005 : A country house is not the same thing as a house in the country - conception Chiara Gallerani, Caty Olive, Pascale Paoli et Pascal Quéneau, Hors-série au CCN de Montpellier
- 2005 : Heroes - conception Emmanuelle Huynh, CDCN Angers
- 2006 : Jusqu'à ce que Dieu soit détruit par l'extrême exercice de la beauté - chorégraphie Vera Mantero, Festival d'Automne à Paris, Centre Pompidou, tournée
- 2007 : Le geste risqué explore sûrement les chants de la forêt - conception Vera Mantero, CNDC d’Angers
- 2008 : May B - chorégraphie Maguy Marin,[24] tournée
- 2008 : Le curator, l’artiste et le médiateur - chorégraphie Nathalie Collantès, tournée
- 2010 : Flip book - conception Boris Charmatz, Festival d'Avignon et tournée
- 2010 : La Belle Indifférence - chorégraphie Gaëlle Bourges, MC93 et tournée
- 2010 : Une semaine d'art en Avignon - conception Olivia Grandville, Festival d'Avignon et tournée
- 2010 : Le Cabaret discrépant - conception Olivia Grandville, Festival d'Avignon, festival Panorama (Rio) et tournée[25]
- 2011 : Parades and Changes, replay in expansion - conception Anne Collod, Biennale nationale de danse du Val-de-Marne et tournée
- 2012 : Augures - conception Emmanuelle Huynh, Le Quai - Centre dramatique national Pays de la Loire et tournée
- 2012 : Roman photo - conception Boris Charmatz, Le Quartz et tournée
- 2013 : Zorba, solo pour Saint-Nazaire - chorégraphie Emmanuelle Huynh, scène nationale de Saint-Nazaire[26]
- 2014 : Tôzaï ! - chorégraphie Emmanuelle Huynh, Centre Pompidou, tournée
- 2018 : (Prononcer fénanoq) - conception Cécile Proust et Pierre Fourny, Festival d'Avignon et tournée

### Cine
- 1989 : Lo que me mueve de Cédric Klapisch
- 1991 : Avanti o popolo de Judith Abitbol
- 1992 : Nada de nada de Cédric Klapisch : el monitor[27]
- 2000 : Té helado de Nicolas Boucher, Le Fresnoy[28]
- 2005 : Manure (videoinstalación) de Takako Yabuki, Le Fresnoy[29]
- 2005 : Zodiak (video-performance), producción e interpretación de Pascal Quéneau, VidéoDanse ( Centre Pompidou )[30]
- 2006 : Coco Chanel e Igor Stravinsky por Jan Kounen : bailarín
- 2014 : Clandestino de Alain Michard[31]
- 1989 : Condorcet (miniserie de televisión) de Michel Soutter[32]
- 1989 : Navarro de Pierre Grimblat y Tito Topin[33]

- 2009 : Improvisación en la danza : una presencia en el momento de Bruno Couderc
- 2017 : Poética y política de los repertorios : Bailes después, yo de Isabelle Launay[34]